# Eutrichopodopsis
Eutrichopodopsis är ett släkte av tvåvingar. Eutrichopodopsis ingår i familjen parasitflugor.
Kladogram enligt Catalogue of Life:
| Eutrichopodopsis | \| \| Eutrichopodopsis bruchi \| \| \| \| \| \| Eutrichopodopsis funebris \| \| \| \| \| \| Eutrichopodopsis imitans \| \| \| \| \| \| Eutrichopodopsis nitens \| \| \| \| \| \| Eutrichopodopsis similis \| \| \| \| |
|                  | \| \| Eutrichopodopsis bruchi \| \| \| \| \| \| Eutrichopodopsis funebris \| \| \| \| \| \| Eutrichopodopsis imitans \| \| \| \| \| \| Eutrichopodopsis nitens \| \| \| \| \| \| Eutrichopodopsis similis \| \| \| \| |
|                  | Eutrichopodopsis bruchi |
|                  | |
|                  | Eutrichopodopsis funebris |
|                  | |
|                  | Eutrichopodopsis imitans |
|                  | |
|                  | Eutrichopodopsis nitens |
|                  | |
|                  | Eutrichopodopsis similis |
|                  | |